# 1997 год в политике России
В 1997 году в России прошли массовые акции протеста против невыплаты заработной платы, руководство России вело переговоры с предводителями сепаратистских чеченских бандформирований.

## Январь
- 8 января президент Ельцин госпитализирован с диагнозом «двустороннее воспаление лёгких».
- 17 января мэр Москвы Юрий Лужков посетил город Севастополь в Крыму, где заявил, что Севастополь и Крым никогда не передавались Украине. Украинское правительство заявило официальный протест правительству России.
- 24 января Государственная дума приняла бюджет на 1997 год в четвёртом чтении (245 голосов «за», 90 «против» и 17 воздержавшихся). Расходы бюджета установлены на уровне 529,8 трлн руб. (или 94,3 млрд дол.), доходы — 434,4 трлн руб., бюджетный дефицит — 3,5 % ВВП. Налоговые поступления ожидаются в сумме 374,7 трлн руб., что на 25 % выше уровня прошлого года. После очередных обещаний правительства погасить задолженность по зарплатам и пенсиям фракция КПРФ поддержала бюджет. В тот же день Дума в первом чтении одобрила «бюджет развития» в сумме 18 трлн руб.
- 27 января в Чечне состоялись президентские и парламентские выборы, которые проходили под контролем незаконных вооружённых бандформирований и не по законам Российской Федерации. В выборах не принимали участие жители, покинувшие республику (более 400 тысяч), а также оппозиционные «антидудаевские» силы. Однако глава миссии ОБСЕ Тим Гульдеман заявил, что выборы были «законными и демократическими». Президентом ЧРИ (из зарегистрированных 16 кандидатов) был избран Аслан Масхадов, получивший 59,30 процента (более 228 тысяч) голосов. Террорист Шамиль Басаев получил 23,5 %, действующий «президент» Зелимхан Яндарбиев — 10,1 %.

## Март
- 1 марта губернатор Иркутской области Юрий Ножиков приказал областным организациям приостановить платежи в федеральный бюджет, чтобы направить эти средства на выплату заработной платы работникам социальной сферы в области.
- 6 марта президент Ельцин направил ежегодное президентское послание в Думу. Он, в частности, признал ошибки, допущенные в Чечне, и подтвердил отрицательное отношение к расширению НАТО на Восток.
- 7 марта Ельцин назначил Анатолия Чубайса первым заместителем председателя правительства.
- 11 марта Ельцин назначил Валентина Юмашева новым руководителем президентской администрации вместо Чубайса.
- 17 марта Ельцин назначил Бориса Немцова первым заместителем председателя правительства. Чубайс назначен министром финансов, на него также возложена ответственность за повседневное оперативное руководство в сфере экономики. От должности министра финансов освобождён Александр Лившиц (перешёл в Администрацию президента в качестве заместителя главы по экономическим вопросам). Вице-премьер Владимир Потанин возвратился в Онэксимбанк.
- 27 марта состоялась Всероссийская акция протеста, организованная профсоюзами при поддержке КПРФ. В стране прошли массовые забастовки и демонстрации с требованиями выплаты заработной платы и решения других социальных проблем.

## Апрель
- 16 апреля Государственная дума приняла постановление по итогам акции протеста 27 марта. В постановлении отмечалось: «главной причиной, вызвавшей акцию протеста, является острый социально-экономический кризис, выразившийся в систематически нарастающих невыплатах заработной платы, пенсий, стипендий и других социальных выплат. Это происходит в первую очередь из-за невыполнения Правительством Российской Федерации обязательств по нормализации социально-экономического положения в Российской Федерации и несогласованности в действиях ветвей государственной власти»[1].

23 апреля	Б. Ельцин и лидер КНР Цзян Цзэминь подписали совместную декларацию о многополярном мире и формировании нового мирового порядка. Стороны утверждали долговременные межгосударственные отношения нового типа, не направленные против третьих стран. Подчеркивалось неприятие сторонами гегемонизма и политики с позиций силы (намёк на США), выражалась озабоченность по поводу расширения и усиления военных блоков (намёк на НАТО). Такие российско-китайские отношения были важны для построения многополярного мира, на которое была нацелена российская внешняя политика с приходом Е. Примакова на пост министра иностранных дел 10 января 1996 года. Уже через месяц (27 мая) Россия подписала с НАТО Основополагающий акт о взаимных отношениях, сотрудничестве и безопасности.
28 апреля	Президент подписал Указ «Об основных положениях структурной реформы в сферах естественных монополий». Его сумел подготовить и подписать у Б. Ельцина Б. Немцов уже через месяц после вступления в должность первого вице-премьера. Указ покушался сразу на четыре монополии – электроэнергетику, газовую отрасль, железные дороги и связь. Предлагалось разделить потенциально конкурентные и монопольные виды деятельности, в конкурентных создать рынок, свести до нуля долю государства, в монопольных увеличить присутствие государства, усилить регулирование. Лучше других была прописана электроэнергетическая часть, во многом она была воплощена в реформе РАО «ЕЭС России» в 2003–2008 годах. А в «Газпроме» отделить потенциально конкурентную сферу (газодобычу) от монопольной (транспортировки газа) реформатором так и не удалось. Принадлежность магистральных газопроводов «Газпрому» гарантировала структурное единство компании, сохранение которого было главным приоритетом монополии.

## Май
- 1 мая шахтёры приостановили отгрузку угля электростанциям Приморского края в знак протеста против задержек заработной платы.
- 5 мая правительство представило в Государственную Думу проект сокращения расходов бюджета 1997 год на 108 трлн руб. (19 млрд долл.). В проекте предлагалось на 30 % урезать расходы на вооружённые силы и субсидии шахтам и на 55 % уменьшить затраты на сельское хозяйство, здравоохранение и культуру.
- 8 мая во Владивостоке объявлено чрезвычайное положение из-за длительных перерывов в снабжении электроэнергией предприятий и жилых домов.
- 12 мая Борис Ельцин и Аслан Масхадов в Москве подписали «Договор о мире и принципах взаимоотношений между Российской Федерацией и Чеченской Республикой Ичкерия». Договор не содержал пунктов о признании Россией суверенитета Чечни, фраза о подтверждении Хасавюртовских соглашений 1996 года была вычеркнута в оригиналах договора непосредственно перед подписанием.
- 22 мая президент Ельцин отправил в отставку министра обороны Игоря Родионова и его первого заместителя, начальника Генерального штаба Виктора Самсонова. Указом Ельцина в состав Совета безопасности вводятся первые вице-премьеры Чубайс и Немцов, а также глава президентской администрации Юмашев.
- 23 мая бывший командующий ракетными войсками стратегического назначения Игорь Сергеев назначен министром обороны.
- 30 мая председателем правления компании РАО ЕЭС избран Борис Бревнов, соратник первого вице-премьера Бориса Немцова.
- После подписания в Париже в мае 1997 года "Основополагающего акта Россия-НАТО о взаимных отношениях, сотрудничестве и безопасности"[2] действовал Совместный постоянный совет (СПС). Встречи совета проходили в двустороннем формате "НАТО+1"[3].
- 31 мая подписан «Большой договор» – Договор о дружбе, сотрудничестве и партнёрстве между Россией и Украиной. Он стал не столько юридическим документом, сколько «ключевым звеном украинской внешней политики» (Л. Кучма) и «своеобразным водоразделом между российскими прошлым и будущим» (Б. Ельцин). Отказ России от Украины как части «большой России» свидетельствовал об окончательном, в том числе психологическом, выходе из имперского состояния. Верховная Рада ратифицировала договор 14 января 1998 года, Госдума – 25 декабря 1998 года. Для Украины ключевым было признание её суверенитета, гарантии неприменение силы или угрозы её применения, подтверждение нерушимости существующих границ – иными словами, отказ России от претензий на Крым и Севастополь. А ограничением стало обязательство не заключать с третьими странами договоров, направленных против России, не предоставлять свою территорию для использования в ущерб её безопасности. Россия гарантировала соблюдение национальных прав русскоязычного населения, но механизмы ответственности за их несоблюдение, как и механизмы реализации других «политических деклараций», не были прописаны. 11 сентября 2008 года МИД РФ в очередной раз обнародовал претензии относительно ущемления языковых прав населения, угрозы безопасности России в связи с намерением Украины вступить в НАТО и попытками пересмотра соглашений по базированию Черноморского флота РФ. А МИД Украины обвинял Россию в нежелании вести равноправные диалоги. При неоднократных заявлениях о неудовлетворённости состоянием двусторонних отношений, базирующихся на Большом договоре, не было ни одной попытки внести в него коррективы.

## Июнь
- 5 июня. Государственная Дума приняла постановление «О ходе приватизации в РФ и допущенных нарушениях российского законодательства при её осуществлении», осуждающее политику приватизации 1992—1996 годов. В постановлении, в частности, говорилось, что вследствие приватизации Россия понесла огромные материальные потери, вместо повышения эффективности производства возникли тенденции к спекуляциям, неоправданно высокими оказались масштабы и доходы иностранного капитала, итогами приватизации воспользовались в первую очередь криминальные структуры[4].
- 19 июня Государственная Дума одобрила Налоговый кодекс в первом чтении.

## Июль
- 2 июля президент Ельцин назначил бывшего директора ФСБ Сергея Степашина министром юстиции. От должности министра юстиции был освобождён Валентин Ковалёв (который ранее был заснят на видео в сауне с проститутками), до этого лишь временно отстранённый от неё.
- 8 июля президент Ельцин издал указ, предписывающий правительству погасить все долги по зарплате вооружённым силам в течение двух месяцев и всю задолженность остальным работникам бюджетной сферы к 1 января 1998 года. Министерство финансов оценивает общий объём задолженности по заработной плате государственным наёмным работникам в 11 трлн руб. (1,9 млрд дол.).
- 13 июля мэр Нижнего Новгорода Иван Скляров победил на губернаторских выборах в Нижегородской области, получив 52 % голосов и опередив депутата Государственной Думы от КПРФ Геннадия Ходырева с 42 %.
- 16 июля президент Ельцин подписал несколько указов о сокращении вооружённых сил. Их численность должна сократиться на 500 тыс. человек — до 1,2 млн военнослужащих.

## Август
- 5 августа Аслан Масхадов и его сторонники потребовали от России выплаты компенсации за войну — 25,8 млрд долл.
- 13 августа Ельцин принял отставку заместителя премьер-министра и главы Госкомимущества Альфреда Коха и назначил на обе эти должности Максима Бойко.
- 19 августа Аслан Масхадов прибыл в Москву, где потребовал у Ельцина подписать договор о признании Чечни независимым государством.

## Сентябрь
- 1 сентября Ельцин заявил, что не будет баллотироваться в президенты в 2000 году.
- 3 сентября в Грозном проходит публичный расстрел по обвинению шариатского суда. Однако согласно действующей Конституции России на её территории действует мораторий на смертную казнь. Генпрокуратура России заводит уголовное дело по факту казни двух российских граждан.
- 9 сентября «вице-президент Ичкерии» Ваха Арсанов в прямом эфире радиостанции «Эхо Москвы» пообещал публично расстрелять руководство России, обвинив его в «геноциде чеченского народа»[5]. Российское правительство спустя два дня требует от руководства Чечни официального опровержения высказываний Арсанова[6].
- 13 сентября в Дагомысе начались переговоры по подготовке подписания политического договора между Россией и Чечнёй. Масхадов наградил террористов, напавших на Будённовск, орденами «Герой нации».

## Октябрь
- 9 октября министр экономики Яков Уринсон и первый заместитель министра финансов Владимир Петров представили Государственной Думе проект бюджета на 1998 год. В первом чтении Дума отвергла проект 326 голосами против 13 при одном воздержавшемся.
- 15 октября Государственная Дума отложила голосование о недоверии правительству, рассмотрение вопроса было перенесено на 22 октября.
- 22 октября фракция КПРФ в Госдуме отозвала с повестки дня вопрос о вынесении вотума недоверия правительству.

## Ноябрь
- 5 ноября президент Ельцин сместил с занимаемой должности заместителя секретаря Совета безопасности Бориса Березовского.
- 13 ноября в СМИ разгорается так называемый «книжный скандал»: пять ведущих реформаторов из правительства и администрации президента получили авансом по 90 тыс. долл. каждый от издательской фирмы, связанной с группой ОНЭКСИМ, за ещё не написанную книгу об истории российской приватизации. В число авторов книги входили: первый заместитель премьер-министра и министр финансов А. Чубайс, министр управления государственной собственностью М. Бойко, глава Федеральной службы по делам о несостоятельности (банкротстве) предприятий П. Мостовой, прежний глава Госкомимущества А. Кох и заместитель руководителя президентской администрации А. Казаков.
- 15 ноября Ельцин уволил с государственной службы М. Бойко и П. Мостового в связи с их причастностью к «книжному скандалу».
- 19 ноября Государственная Дума отвергла правительственный проект Налогового кодекса.
- 20 ноября президент Ельцин снял Анатолия Чубайса с поста министра финансов в связи с его участием в «книжном скандале», назначив на его место Михаила Задорнова, руководителя бюджетного комитета Государственной Думы и члена думской фракции «Яблоко». Чубайс сохранил должность первого заместителя премьер-министра. Одновременно от должности министра топлива и энергетики был освобождён Борис Немцов, его пост занял Сергей Кириенко, работавший заместителем министра топлива и энергетики.
- 24 ноября заместитель министра финансов Сергей Шаталов, автор отвергнутого проекта Налогового кодекса, отправлен в отставку.

## Декабрь
- 5 декабря Государственная Дума одобрила в первом чтении бюджет на 1998 год.
- 25 декабря Государственная Дума одобрила во втором чтении проект бюджета на 1998 год.